# Macrophyllum macrophyllum
Macrophyllum macrophyllum (Murciélago de patas largas) es una especie de murciélago de Sudamérica y Centroamérica. Es un monotipo en su género.
Caza en la superficie de espejos de agua (lagos) y arroyos calmos, donde atrapa insectos sobre la superficie del agua en forma similar a lo que hacen el Noctilio leporinus y el Myotis daubentoni.
Este es un ejemplo interesante de una evolución convergente que muestra cuán valiosa es la superficie del agua como hábitat para los murciélagos insectívoros. 
Sin embargo el mecanismo de emisión de ondas sonoras es bastante diferente del utilizado por otros murciélagos que cazan sobre el agua. M. macrophyllum posee un apéndice nasal muy prominente, y emite sonidos para navegación por eco a través de sus orificios nasales. La frecuencia sonora de sus sonidos es casi idéntica a la frecuencia del Micronycteris microtis: breves emisiones (1-2 milisegundos) multiarmónicas FM
con la mayor parte de la energía en el segundo armónico entre 95 y 75 kHz. Sin embargo, los sonidos se asemejan a los de otros murciélagos  phyllostomid, incluido el Micronycteris microtis, pero investigaciones han descubierto que la intensidad es sensiblemente más elevada. 

## Características
Su cuerpo y cabeza miden de 41-53 mm, la cola mide 37-53 mm de longitud, peso 7-10 g. 
Es un animal pequeño, con patas y cola largas. Su pelaje es color café parduzco oscuro. Sus orejas son largas con extremos en forma de punta. La hoja nasal es relativamente compleja y amplia, la herradura no se encuentra fusionada al labio superior. Sus patas son muy largas y poseen uñas grandes; calcáneo es más largo que la pata. 